# Lilium pomponium
Lilium pomponium conocida popularmente en su lugar de origen como (turban lily) es una especie de planta bulbosa de la familia Liliaceae. Es nativa de Europa.

## Descripción
Es una planta herbácea perenne bulbosa que alcanza los 40-50 cm de altura. Los bulbos  son de forma ovalada o globular, de 4-5 cm de diámetro, de color crema. Los tallos son a menudo oscuros. Las hojas son muy estrechas y están dispersas, lineales, con un borde plateado. Las flores son simples o ogrupadas en 2-5 (-15) y desprenden  olores desagradables.  La especie florece en julio.

## Sinonimia
- Lilium angustifolium Mill., Gard. Dict. ed. 8: 6 (1768).
- Lilium rubrum Lam., Fl. Franç. 3: 283 (1779).
- Lilium pomponicum Panz. in G.F.Christmann, Vollst. Pflanzensyst. 11: 266 (1784), orth. var.[1]